# 普熱茨瓦夫

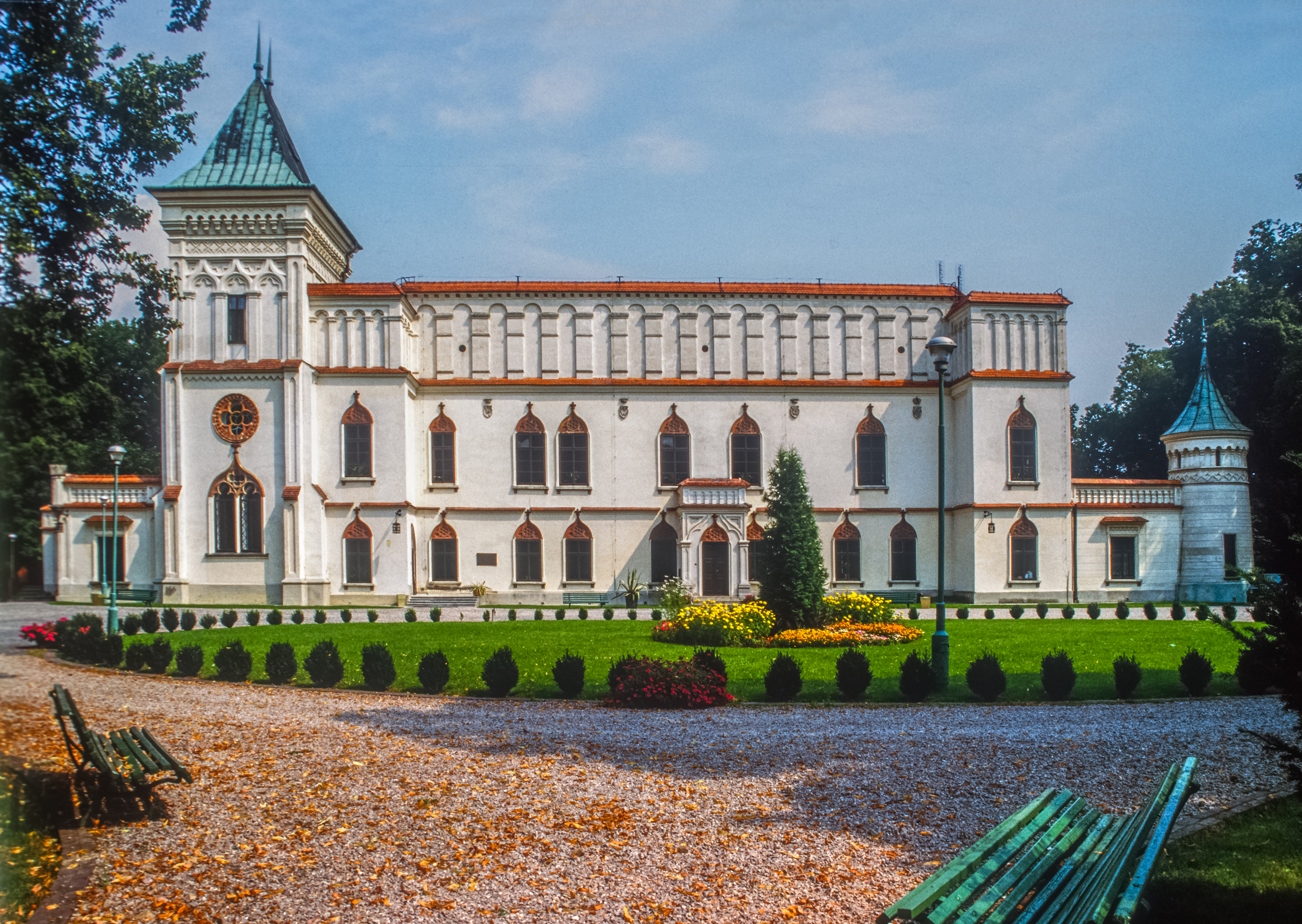

普熱茨瓦夫是波蘭的城鎮，位於該國東南部維斯沃卡河左岸，距離首府熱舒夫42公里，由喀爾巴阡山省負責管轄，鎮上的皇宮現時成為餐廳和酒店，2010年人口1,599。
50°11′35″N 21°28′42″E / 50.19306°N 21.47833°E